# 27787 Andokazuma
27787 Andokazuma è un asteroide della fascia principale. Scoperto nel 1992, presenta un'orbita caratterizzata da un semiasse maggiore pari a 2,796647 UA e da un'eccentricità di 0,240362, inclinata di 8,697337° rispetto all'eclittica. Ha un diametro di 9,511 km.